# Hermanubis
Hermanubis (grec antic: Ἑρμανοῦβις; romanitzat Hermanoubis) és un déu greco-egipci que condueix les ànimes dels morts a l'inframon. És un sincretisme d'Hermes de la mitologia grega i Anubis de la mitologia egípcia.

## Descripció
Les responsabilitats similars d'Hermes i Anubis (ambdós eren conductors d'ànimes) van portar al déu Hermanubis. Va ser popular durant el període de dominació romana sobre Egipte. Representat amb un cos humà i un cap de xacal, amb el caduceu sagrat que pertanyia al déu grec Hermes, representava el sacerdoci egipci. Es va dedicar a la investigació de la veritat.

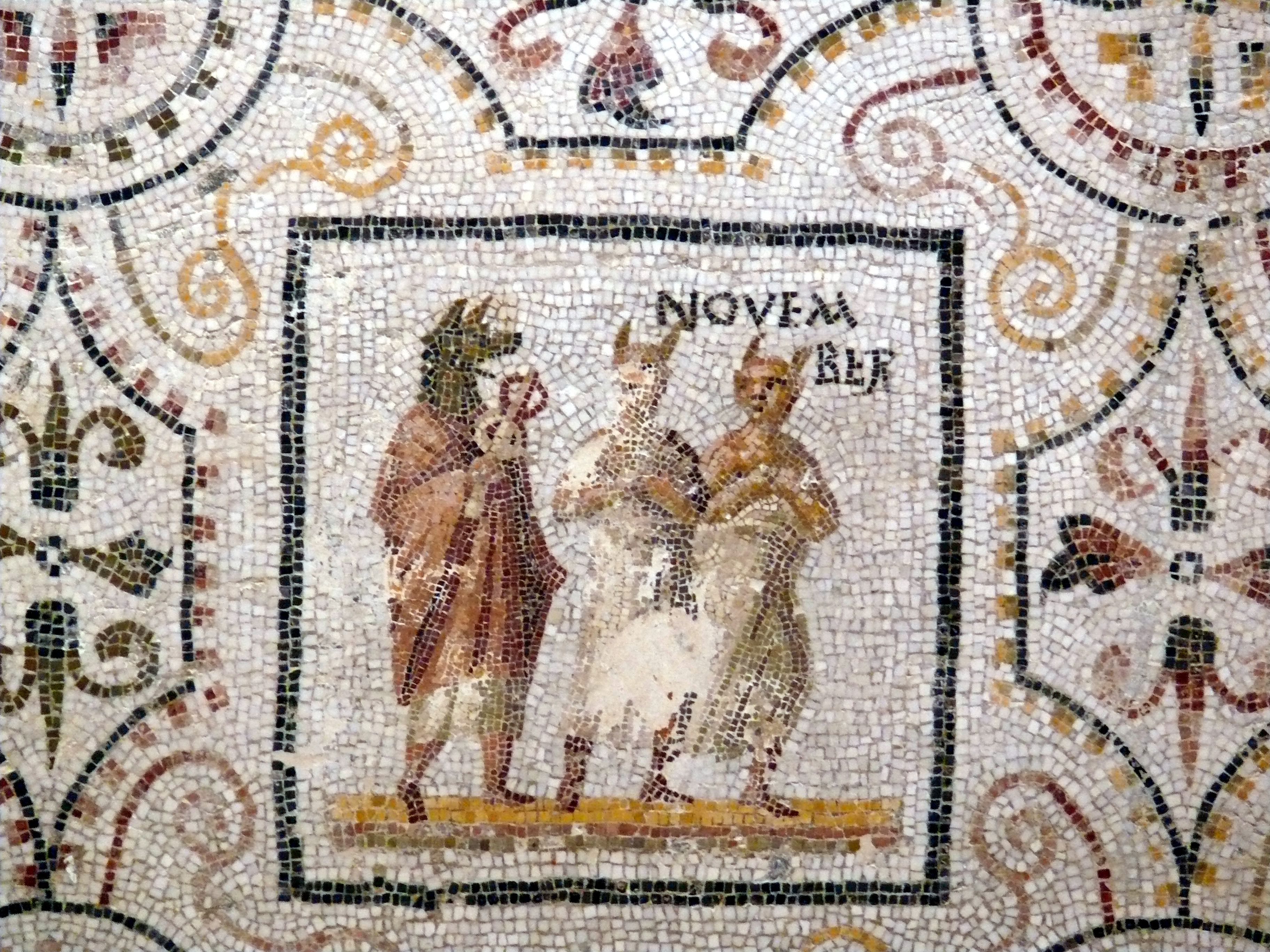
Novembre, fragment d'un mosaic amb els mesos de l'any, començant pel primer mes de març romà. Primera meitat del segle iii. Museu Arqueològic El Jem de Sousse

El nom diví Ἑρμανοῦβις es coneix per un grapat de fonts epigràfiques i literàries, la majoria de l'època romana. Plutarc cita el nom com una designació d'Anubis en el seu aspecte inframon, mentre que Porfiri es refereix a Hermanubis com a σύνθετος «compost» i μιξέλλην «mig grec».

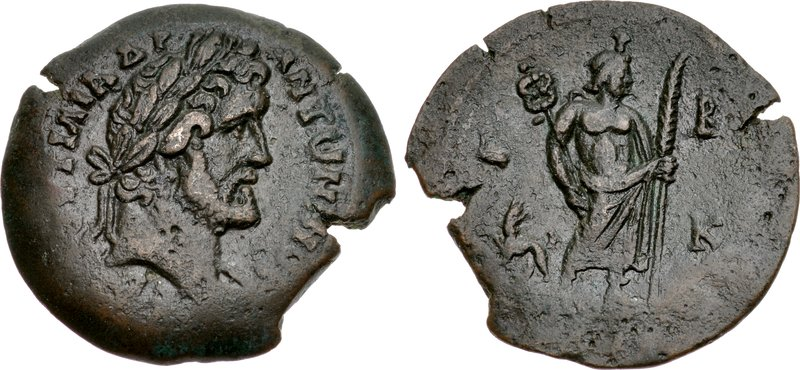
Moneda d'Antoní Pius (138 - 161), que representa l'emperador i, de cos sencer, Hermanubis en forma humana, amb el caduceu i una branca de palmera, i amb un xacal als peus. Trobat a Alexandria, Egipte

Encara que no era habitual en la religió grega tradicional combinar els noms de dos déus d'aquesta manera, la doble determinació d'Hermanubis té alguns paral·lelismes formals en el període anterior. El més evident és el déu Hermafrodit, testimoniat a partir del segle iv aC, però el seu nom implica la unió paradoxal de dos déus diferents (Hermes i Afrodita) més que una assimilació a la manera d'Hermanubis.